# Vintilă Vodă (gmina)
Vintilă Vodă – gmina w Rumunii, w okręgu Buzău. Obejmuje miejscowości Bodinești, Coca–Antimirești, Coca-Niculești, Niculești, Petrăchești, Podu Muncii, Sârbești, Smeești i Vintilă Vodă. W 2011 roku liczyła 3131 mieszkańców.